# Сильва Руэте, Хавьер
Хавьер Сильва Руэте (исп. Javier Silva Ruete; 17 сентября 1935 — 21 сентября 2012) — перуанский политический и государственный деятель, видный экономист, финансист и юрист. Сыграл важную роль в экономической истории Перу.

## Биография
Сын известного врача. Окончил Салезианский колледж и Коллегию Сан-Мигель в Пьюре. Позже изучал экономику и право в Национальном университете Сан-Маркос. Продолжил учёбу в аспирантурах Уругвая, Италии, Франции и США. Работал в Перуанском центральном резервном банке и сельскохозяйственном Banco de Fomento Agropecuario.
В 1965 и 1967 годах Сильва Руэте был министром сельского хозяйства при Президенте Фернандо Белаунде. На момент назначения на этот пост, он был самым молодым министром сельского хозяйства в истории Перу. Член Христианской демократической партии Перу.
В 1978—1980 годы занимал пост министра экономики и финансов в кабинетах Ф. Моралеса Бермудеса, в 2000 году — В. Паниагуа и А. Толедо (в 2002 году). В качестве министра в правительстве Ф. Моралеса Бермудеса проводилл неолиберальную политику в соответствии с требованиями Международного валютного фонда.
Работал директором Перуанского центрального резервного банка и Межамериканского банка развития (IADB). Также занимал разные должности в Продовольственной и сельскохозяйственной организации ООН (ФАО), был заместителем директора Всемирном банке и Андской корпорации развития. Входил в советы директоров и руководящие органы различных частных компаний.
В 1984 году стал одним из основателей политической партии «Солидарность и демократия» (Solidaridad y Democracia). В 1985 году в качестве кандидата от партии «Солидарность и демократия», завоевав место в Сенате Перу.
Умер от рака в возрасте 77 лет.

## Избранные публикации
Автор ряда работ по экономике и развитию Перу.
- La programación industrial en el Grupo Andino. 1973.
- Programa económico. 1978—1980.
- Yo asumí el activo y el pasivo de la Revolución. 1980.
- Las discrepancias y el consenso en un sistema democrático. 1982.
- Nuevos rumbos para las finanzas en América Latina. 1983.
- Alternativa para un desastre. 1983.
- La deuda externa del Perú. 1983.
- La respuesta de Latinoamérica a la crisis internacional. 1984.
- El Perú en la encrucijada. 1989.
- Un mendigo sentado en un banco de oro. 2005.
- Política económica para países emergentes. 2008.